# Liste der Gouverneure von Cochinchina

Cochinchina führte als französische Kolonie die Tricolore

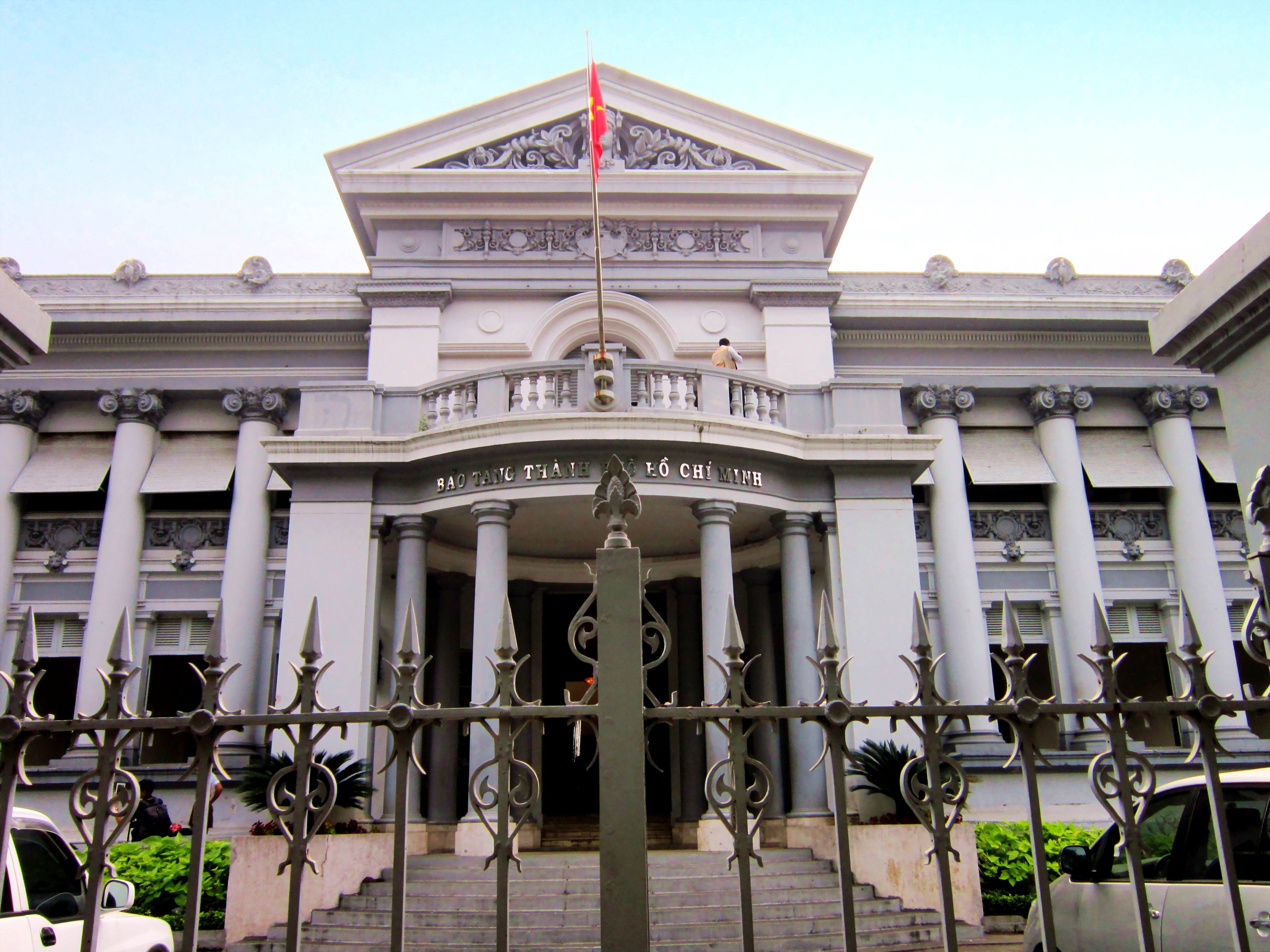
Der Gia-Long-Palast in Saigon diente als Amtssitz der Gouverneure.

Cochinchina war von 1862/64 bis 1949 eine französische Kolonie und bildete ab 1887 den südlichsten Teil von Französisch-Indochina.
Die folgende Liste der Gouverneure von Cochinchina gibt alle Leiter der Kolonialadministration und Repräsentanten Frankreichs dieser Zeit an. Der Sitz der Gouverneure war Saigon.

## Liste
Hinweis: Die Anmerkung „unklar“ bedeutet, dass sich die Angaben in der Literatur widersprechen.

### Militärgouverneure der Marine
Die französische Marine eroberte 1858–62 im Cochinchina-Feldzug gegen die Nguyễn-Dynastie den südlichen Teil Vietnams. Kaiser Tự Đức musste im Juni 1862 im Vertrag von Saigon die Abtretung von drei Provinzen anerkennen, woraus 1864 die Kolonie Cochinchina organisiert wurde. 1867 annektierten die Franzosen auch die verbliebenen drei südlichen Provinzen, was 1874 in einem zweiten Vertrag bestätigt wurde.
| Amtszeit                     | Name                                 | Anmerkungen                                                                                    |
| ---------------------------- | ------------------------------------ | ---------------------------------------------------------------------------------------------- |
| Februar 1859 – Oktober 1859  | Charles Rigault de Genouilly         | Befehlshaber der Expeditionsflotte; Eroberung von Saigon, zuvor seit September 1858 in Tourane |
| März 1859 – März 1860        | Jean Bernard Jauréguiberry           | Vertretung für Genouilly, dann interim                                                         |
| April 1860 – Februar 1861    | Théogène François Page               | Befehlshaber der Expeditionsflotte, zuvor seit Oktober 1859 in Tourane                         |
| April 1860 – Februar 1861    | Joseph Hyacinthe Louis Jules d’Ariès | Vertretung für Page                                                                            |
| Februar 1861 – November 1861 | Léonard Victor Charner               |                                                                                                |
| November 1861 – Oktober 1863 | Louis Adolphe Bonard                 |                                                                                                |
| Oktober 1863 – April 1868    | Pierre-Paul de La Grandière          | bis Ende November 1863 zunächst interim                                                        |
| April 1865 – November 1865   | Pierre-Gustave Roze                  | Vertretung für La Grandière                                                                    |
| April 1868 – Dezember 1869   | Marie Gustave Hector Ohier           |                                                                                                |
| Dezember 1869 – Januar 1870  | Joseph Faron                         | interim                                                                                        |
| Januar 1870 – April 1871     | René de Cornulier                    |                                                                                                |
| April 1871 – März 1874       | Marie Jules Dupré                    |                                                                                                |
| März 1872 – Dezember 1872    | Charles Joseph Basher d’Arbaud       | Vertretung für Dupré                                                                           |
| März 1874 – November 1874    | Jules François Émile Krantz          | interim                                                                                        |
| Dezember 1874 – Oktober 1877 | Victor-Auguste Baron de Duperré      |                                                                                                |
| Februar 1876 – Juli 1876     | Henri Bossant                        | Vertretung für Duperré                                                                         |
| Oktober 1877 – Juli 1879     | Louis Charles Lafont                 |                                                                                                |

### Zivile Gouverneure der eigenständigen Kolonie Cochinchina
Im Jahr 1879 wurde die Leitung der Kolonie an eine zivile Administration übertragen. 1880 wurde auch ein Kolonialrat geschaffen.
| Amtszeit                     | Name                           | Anmerkungen              |
| ---------------------------- | ------------------------------ | ------------------------ |
| Juli 1879 – November 1882    | Charles Le Myre de Vilers      |                          |
| März 1881 – Oktober 1881     | Arthur de Trentinian           | Vertretung für De Vilers |
| November 1882 – Juli 1885    | Charles Thomson                |                          |
| Juli 1885 – Juni 1886        | Charles Auguste Frédéric Bégin |                          |
| Juni 1886 – Oktober 1887     | Ange Michel Filippini          |                          |
| Oktober 1887 – November 1887 | Marie Jacques Noël Pardon      | interim                  |
| November 1887                | Jules Georges Piquet           | interim                  |

### Vizegouverneure (lieutenants gouverneurs) innerhalb Französisch-Indochinas
Im Jahr 1887 wurde aus den kurz zuvor unterworfenen Protektoraten Annam und Tonkin, dem seit den 1860er-Jahren bestehenden Protektorat Kambodscha und der Kolonie Cochinchina die Union Indochinoise geschaffen. Verwaltet wurde Indochina durch einen Generalgouverneur, der seinen Sitz zunächst ebenfalls in Saigon hatte. Für die Belange Cochinchinas war ein Vizegouverneur (lieutenant gouverneur) zuständig.
| Amtszeit                                                                              | Name                                       | Anmerkungen                                  |
| ------------------------------------------------------------------------------------- | ------------------------------------------ | -------------------------------------------- |
| November 1887 – Januar 1888                                                           | Ernest Constans                            | gleichzeitig Generalgouverneur von Indochina |
| Januar 1888 – August 1888                                                             | Eugène Auguste Navelle                     |                                              |
| Amt abgeschafft. Leiter der lokalen Behörden: Paul Louis Maxime Céloron de Blainville |                                            |                                              |
| Mai 1889 – August 1889                                                                | Augustin Julien Fourès                     | interim                                      |
| August 1889 – September 1892                                                          | Henri Danel                                |                                              |
| September 1892 – Juli 1895                                                            | Augustin Julien Fourès                     |                                              |
| März 1894 – September 1894                                                            | Eugène Auguste Navelle                     | unklar, Vertretung für Fourès                |
| August 1895 – Mai 1897                                                                | Alexandre Antoine Étienne Gustave Ducos    |                                              |
| März 1896 – November 1896                                                             | Gustave Guillaume Sandret                  | Vertretung für Ducos                         |
| Mai 1897 – Januar 1898                                                                | Ange Eugène Nicolai                        | interim                                      |
| Januar 1898 – Juli 1901                                                               | Édouard Picanon                            |                                              |
| April 1899 – November 1900                                                            | Ferdinand Georges Jules Bocquet            | unklar, wohl Vertretung für Picanon          |
| August 1901 – September 1901                                                          | Louis Paul Luce                            | interim                                      |
| September 1901 – September 1902                                                       | Henri Félix de Lamothe                     |                                              |
| Oktober 1902 – März 1906                                                              | François Pierre Rodier                     |                                              |
| März 1906 – Februar 1907                                                              | Olivier Charles Arthur de Lalande de Calan | Vertretung für Rodier                        |
| Februar 1907 – Juni 1907                                                              | François Pierre Rodier                     | unklar                                       |
| Juni 1907 – Januar 1909                                                               | Louis Alphonse Bonhoure                    |                                              |
| Februar 1908 – September 1908                                                         | Ernest Outrey                              | unklar, Vertretung für Bonhoure              |
| Januar 1909 – Juni 1909                                                               | Ernest Outrey                              | unklar, interim                              |
| Juni 1909 – Dezember 1911                                                             | Maurice Gourbeil                           |                                              |

### Gouverneure innerhalb Französisch-Indochinas
Nachdem bereits 1902 der Sitz des Generalgouverneurs nach Hanoi verlegt worden war, erhielten die Vorsteher Cochinchinas ab Dezember 1911 wieder den Titel eines vollwertigen Gouverneurs.
| Amtszeit                      | Name                            | Anmerkungen                                   |
| ----------------------------- | ------------------------------- | --------------------------------------------- |
| Dezember 1911 – April 1916    | Maurice Gourbeil                |                                               |
| März 1912 – Dezember 1912     | Leon Destenay                   | unklar                                        |
| 1916                          | Louis Félix Marie Édouard Rivet | unklar, interim                               |
| 1916/17 – November 1920       | Maurice Joseph Le Gallen        | bereits 1914 vertretungsweise im Amt (unklar) |
| Juni 1918 – Februar 1920      | Georges Maspero                 | Vertretung für Le Gallen                      |
| November 1920 – Februar 1922  | Paul Achille Michel Quesnel     | interim                                       |
| Februar 1922 – 1926           | Maurice Cognacq                 |                                               |
| Mai 1924 – Dezember 1924      | Auguste Tholance                | Vertretung für Cognacq                        |
| April 1926 – Dezember 1926    | Aristide Eugène Le Fol          | interim                                       |
| Dezember 1926 – Januar 1929   | Paul Blanchard de la Brosse     |                                               |
| Januar 1929 – März 1929       | Eutrope oder Tholance           | unklar, interim                               |
| März 1929 – 1934              | Jean Félix Krautheimer          |                                               |
| November 1931 – November 1932 | Eugéne Henri Eutrope            | Vertretung für Krautheimer                    |
| Mai 1934 – 1939               | Pierre André Michel Pagès       |                                               |
| März 1936 – Oktober 1936      | Henri Georges Rivoal            | Vertretung für Pagès                          |
| Mai 1939 – 1940               | René Veber                      |                                               |
| November 1940 – 1942/43       | Henri Georges Rivoal            |                                               |
| März 1943 – März 1945         | Ernest Thimothée Hoeffel        | von den Japanern gestürzt                     |

### Ende des Zweiten Weltkrieges
Im September 1940 besetzte die japanische Armee Indochina, beließ aber die Vichy-treue Kolonialadministration zunächst im Amt. Als Folge der Befreiung Frankreichs 1944 stürzten die Japaner am 9. März 1945 die Franzosen und schufen mit dem Kaiserreich Vietnam einen Marionettenstaat. Cochinchina wurde jedoch erst im August an die kaiserlich-vietnamesische Regierung übergeben. Noch im gleichen Monat übernahmen die Việt Minh infolge der Augustrevolution die Kontrolle.
Kurz zuvor hatten die Siegermächte auf der Potsdamer Konferenz die Einteilung Indochinas in zwei Besatzungszonen beschlossen. Cochinchina lag dabei vollständig in der britischen Zone südlich des 16. Breitengrades. Britisch-indische Truppen besetzten daraufhin im September die Kolonie.
| Amtszeit                     | Name           | Anmerkungen         |
| ---------------------------- | -------------- | ------------------- |
| März 1945 – August 1945      | Minoda Fujio   | Japan               |
| August 1945                  | Nguyễn Văn Sâm | Kaiserreich Vietnam |
| August 1945 – September 1945 | Trần Văn Giàu  | Việt Minh           |
| September 1945 – Januar 1946 | Douglas Gracey | Indian Army         |

### Commissaires de la Républiqueund Autonome Republik Cochinchina

Flagge der Autonomen Republik Cochinchina (1946–1948/49)

Noch im August 1945 landete ein Vertreter der provisorischen De-Gaulle-Regierung per Fallschirm in Vietnam. Nach dem Abzug der Briten übernahmen die Franzosen im Januar 1946 wieder die Kontrolle. Da den Kolonien auf der Konferenz von Brazzaville Autonomie (aber keine Unabhängigkeit) versprochen worden war, trugen die obersten Vertreter Frankreichs nun den Titel Commissaire de la République. Seit dem Ausbruch des Indochinakrieges waren alle Amtsträger in Personalunion auch Militärbefehlshaber der Kolonie.
| Amtszeit                     | Name                             | Anmerkungen                                                     |
| ---------------------------- | -------------------------------- | --------------------------------------------------------------- |
| August 1945 – 1947           | Jean Cédile                      | Militärbefehlshaber: Georges Nyo                                |
| Mai 1947 – August 1947       | Robert Dufour                    | interim                                                         |
| August 1947 – November 1949  | Pierre Boyer de Latour du Moulin | gleichzeitig Militärbefehlshaber                                |
| November 1949 – Juli 1951    | Charles Chanson                  | gleichzeitig Militärbefehlshaber, fiel einem Attentat zum Opfer |
| August 1951 – September 1951 | Raoul Salan                      | interim                                                         |
| September 1951 – April 1953  | Paul Louis Bondis                | gleichzeitig Militärbefehlshaber                                |

Parallel dazu wurde mit der Autonomen Republik Cochinchina eine provisorische vietnamesische Zivilregierung geschaffen. Deren Präsidenten waren:
| Amtszeit                      | Name             | Anmerkungen                                             |
| ----------------------------- | ---------------- | ------------------------------------------------------- |
| Juni 1946 – November 1946     | Nguyễn Văn Thinh | beging im Amt Suizid                                    |
| November 1946 – Dezember 1946 | Nguyễn Văn Xuân  |                                                         |
| Dezember 1946 – Oktober 1947  | Lê Văn Hoạch     |                                                         |
| Oktober 1947 – Mai 1948       | Nguyễn Văn Xuân  | zweite Amtszeit, Umbenennung Cochinchinas in Südvietnam |

1948 ging aus der „Autonomen Republik“ die Provisorische Zentralregierung Vietnams hervor. Diese erhielt wiederum 1949 von den Franzosen die Staatsgewalt übertragen, so dass es zur Gründung des Staates Vietnam kam. Cochinchina, das nun offiziell Südvietnam hieß (Nam Việt bzw. Nam Phần statt bisher Nam Kỳ), wurde diesem Staat angeschlossen und durch einen vietnamesischen Gouverneur verwaltet. Bekannte Gouverneure waren Trần Văn Hữu (1949/50) und Thái Lập Thành (1950/51).
Mit dem Ende des Indochinakrieges und der Teilung Vietnams infolge der Indochinakonferenz hörte das Gebiet als Verwaltungseinheit endgültig auf zu bestehen.